# Terri Lyne Carrington
Terri Lyne Carrington   (Medford, 4 d'agost de 1965) és una bateria, compositora, productora i educadora de jazz nord-americana.

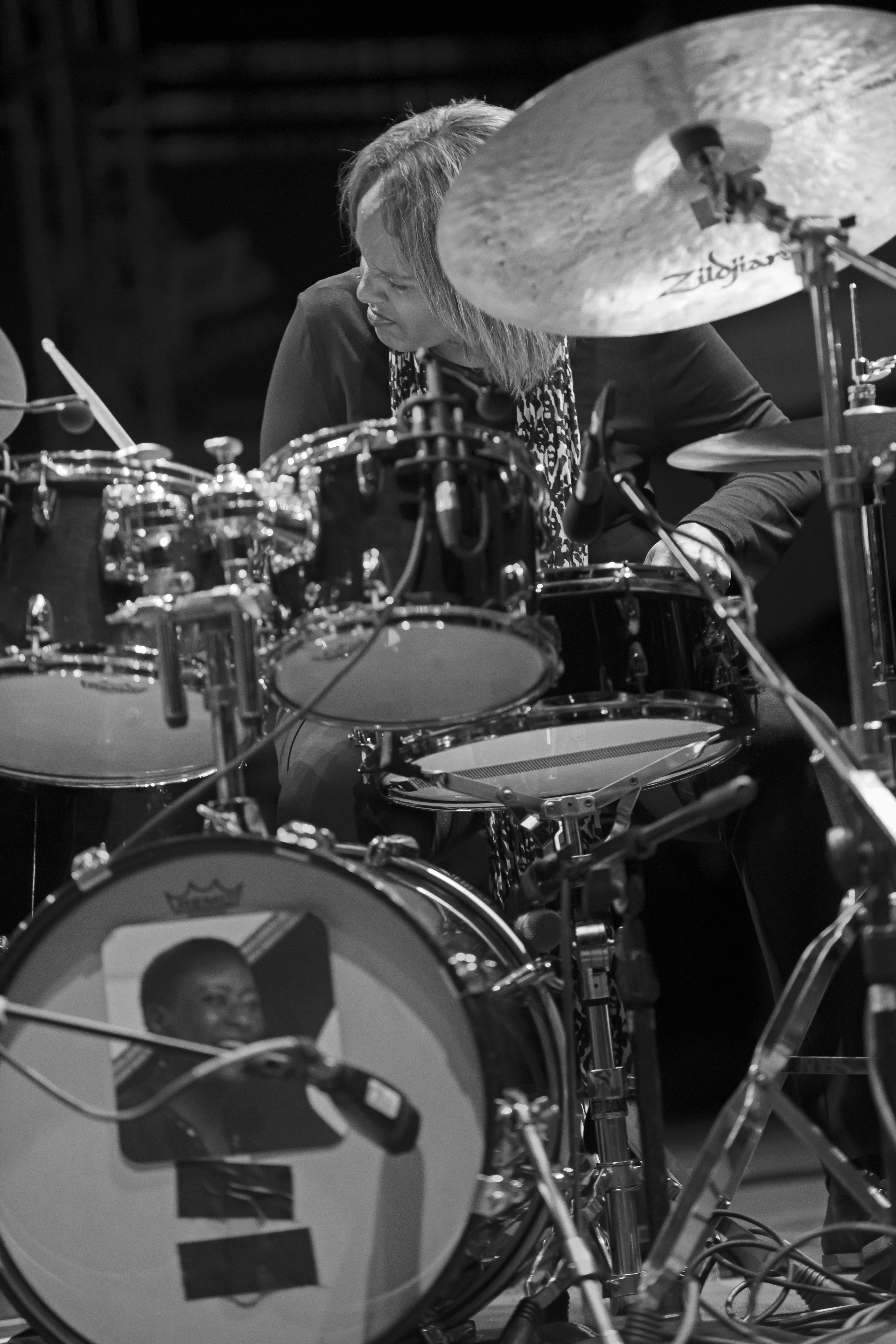
Carrington al Festival de Jazz de Detroit 2017

El 2007 va esdevenir professora del Berklee College of Music, d'on va rebre un doctorat honoris causa l'any 2003. Ha estat guanyadora de tres premis Grammy, un dels quals al millor àlbum de jazz instrumental del 2013, fet que la va convertir en la primera dona a guanyar un Grammy en aquesta categoria.
Carrington, a part d'ésser fundadora i directora artística del Berklee Institute of Jazz and Gender Justice i del Carr Center de Detroit, forma part del consell administratiu de The Recording Academy i de la Society for Jazz Arrangers and Composers. A més, és membre del consell assessor de The History Makers i New Music USA.
Setmanalment Carrington presenta el programa d'una hora Future Flavours with Terri Lyne Carrington, al Real Jazz de SiriusXM (canal 67).
Terri Lyne Carrington és considerada una de les dones més influents en l'àmbit del jazz contemporani no només com a intèrpret sinó també pel seu paper en la formació d'una xarxa de dones dins del món del jazz.Al llarg de la seva carrera, ha tocat amb figures com Esperanza Spalding, Geri Allen, Dizzy Gillespie, Stan Getz, Clark Terry, Herbie Hancock (amb el qual va anar de gira del 1997 al 2007), Wayne Shorter, Joe Sample, Al Jarreau, Nicholas Payton i Yellowjackets, entre d'altres.

## Primers anys
Nascuda a Medford (Massachusetts), Carrington prové d'una família de músics. La seva mare tocava el piano de manera aficionada i el seu pare era saxofonista i president de la Boston Jazz Society. Als set anys va començar a tocar la bateria del seu avi, Matt Carrington, el qual havia tocat amb, Duke Ellington, Fats Waller i Sammy Davis Jr. Tres anys més tard, faria la seva primera actuació important al Festival de Jazz de Wichita amb Clark Terry. Amb només 11 anys, va rebre una beca completa per estudiar al Berklee College of Music.
A Berklee va tocar amb músics com Kevin Eubanks, Donald Harrison i Greg Osby. Va estudiar amb Alan Dawson i, a més, va fer un enregistrament privat titulat TLC and Friends, amb Kenny Barron, Buster Williams, George Coleman i el seu pare.

## Carrera musical

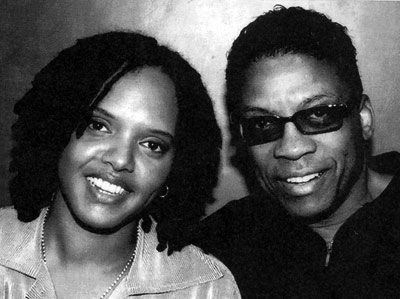
Carrington i Herbie Hancock

El 1983 va traslladar-se a Nova York, motivada per Jack DeJohnette, el seu mentor. Allà va treballar amb Lester Bowie, Stan Getz, James Moody, David Sanborn, Pharoah Sanders i Cassandra Wilson . A finals de la dècada dels vuitanta, es va moure a Los Angeles, va ser la bateria de The Arsenio Hall Show i, més tard, del programa de televisió VIBE de Quincy Jones presentat per Sinbad .
En la seva trajectòria com a líder a treballat amb Esperanza Spalding, amb la qual va passar per escenaris com el Palau de la Música Catalana al novembre de 2013, Geri Allen, James Genus, Josh Harri, Bob Hurst, Everette Harp, Nona Hendryx, Munyungo Jackson, Ingrid Jensen, Aruan Ortiz, Greg Phillinganes, Tineke Postma, Patrice Rushen, Nêgah Santos, Dwight Sills, Helen Sung i Gary Thomas .
Va actuar amb Wayne Shorter, John Patitucci i Danilo Pérez a Sud-amèrica l'estiu del 2011. Aquest mateix any va ser la directora musical de la gira Sing the Truth, una empresa col·lectiva que tenia com a protagonistes les cantants Dianne Reeves, Lizz Wright i Angelique Kidjo acompanyades per la mateixa Carrington i el quitet de Geri Allen. L'any 2015, de nou amb Danilo Pérez i John Patitucci, músics que començaren a tocar amb Wayne Shorter gràcies a que Carrington els va recomanar, enregistraria el disc Children of the Light en honor a Shorter, el seu mestre, al qual li tenen una profunda admiració. Aquest projecte ha sigut continuat per molts anys, trepitjant escenaris de tot el món com el del 38è Festival Jazz Terrassa l'any 2019.
A partir de 1988, Carrington va centrar-se en produir i enregistrar les seves pròpies propostes musicals com, per exemple, Real Life Story, el seu primer disc, en el qual van participar-hi Gerard Albright, Hiram Bullock, Greg Osby, Dianne Reeves, Patrice Rushen, Carlos Santana, John Scofield, Wayne Shorter i Grover Washington Jr. Va estrenar-se l'any 1989 i va ser nominat als premis Grammy. Un altre exemple podria ser Jazz is the Spirit, un disc del 2002 fet amb Terence Blanchard, Kevin Eubanks, Herbie Hancock, Wallace Roney i Gary Thomas. També Structure(2004) és una proposta de disc de caràcter personal enregistrada amb Greg Osby, Jimmy Haslip i Adam Rogers.
El 2009 Carrington va llançar More to Say... Real Life Story: NextGen, una seqüela de Real Life Story . L'àlbum inclou Walter Beasley, George Duke, Lawrence Fields, Ray Fuller, Everette Harp, Jimmy Haslip, Robert Irving III, Chuck Loeb, Christian McBride, Les McCann, Lori Perry, Greg Phillinganes, Patrice Rushen, Dwight Sills, Chris Walker, Kirk . Whalum, Anthony Wilson, Nancy Wilson i una aparició especial de Sonny Carrington.
L'any 2011 va publicar el seu cinquè disc, The Mosaic Project, el primer enregistrament que va fer sota el segell de la discogràfica Concord Jazz. Va guanyar el Grammy al millor àlbum vocal de jazz del 2011. El 2013, amb el seu àlbum Money Jungle: Provocative in Blue, el qual incloïa versions del disc Money Jungle (1962) de Duke Ellington, Charles Mingus i Max Roach, va guanyar el Grammy al millor àlbum instrumental de jazz del 2013. És la primera dona en obtenir aquest reconeixement. El llençament igual que l'últim, va ser publicat per la discogràfica Concord Jazz.
Carrington, amb el seu interès interdisciplinar, ha col·laborat també amb artistes visuals com Mickalene Thomas, Carrie Mae Weems i la coreògrafa Winifred R. Harris. És coneguda per la seva passió per la fotografia i ha capturat moltes imatges a través de la seva carrera. Ha disparat un gran nombre de fotografies en gires, sessions d'enregistrament i altres experiències relacionades amb la música.
A l'octubre de l'any 2020, Carrington va rebre una de les quatre beques NEA Jazz Masters Fellowships, en honor a les contribucions artístiques que havia fet al llarg de la seva vida. Aquest tipus de reconeixement el promou el Fons Nacional de les Arts (en agnglès: National Endowment for the Arts (NEA)). La resta de beques van ésser atorgades a Albert "Tootie" Heath, Phil Schaap i Henry Threadgill i es van celebrar amb un concert el 22 d'abril de 2021.
La implicació política de Carrington sempre s'ha posicionat en favor del feminisme i del col·lectiu LGTBI+. Un cop més, el seu ambiciós esforç per elevar la veu de les dones compositores es va palesar el setembre de 2022 amb l'estrena del seu disc New Standards Vol. 1, un projecte en el que hi van participar músics de gran reconeixement i més d'una dotzena de convidats especials. Els onze temes que el conformen provenen del seu llibre New Standards: 101 Lead Sheets by Women Composers, publicat aquest mateix any. Carrington també va publicar el llibre infantiu Three of a Kind - The Allen Carrington Spalding Trio, un poema il·lustrat que relata una història real de com tres dones, gràcies al seu amor pel jazz, es van convertir en companyes musicals.
Degut al gran èxit de la seva carrera musical i el gran nombre de contactes dins el món del jazz que Carrington ha anat construïnt, ha tingut la oportunitat d'enregistrar la seva música i se convidada a sessions d'altes compositors en estudis arreu del món. Alguns dels més d'estacats per la seva transcendència en el món dels enregistraments són:
1. Capitol Studios a Los Angeles, Califòrnia: Aquest estudi ha estat utilitzat per enregistraments d'alta qualitat per a nombrosos artistes de renom com: Frank Sinatra, que va gravar molts dels seus àlbums clàssics a Capitol Studios, incloent-hi el seu àlbum de jazz "Sinatra-Basie: An Historic Musical First" amb Count Basie i la seva orquestra. Nat King Cole, també va enregistrar àlbums a Capitol Studios, incloent-hi "The Nat King Cole Story" i "Unforgettable" o Chet Baker: el trompetista de jazz i cantant va gravar diverses sessions a Capitol Studios durant la seva carrera.
2. Power Station a Nova York: Aquest històric estudi de gravació ha acollit enregistraments de molts artistes icònics al llarg dels anys, i Carrington ha treballat aquí en alguns dels seus projectes. L'estudi ha acollit a celebritats com: Miles Davis, Herbie Hancock, Wynton Marsalis, Pat Metheny, entre molts altres.
3. Avatar Studios a Nova York: Aquesta instal·lació ha estat un lloc popular per a enregistraments de jazz i altres gèneres musicals, i Carrington ha col·laborat en projectes aquí també. Aquest estudi també ha sigut el lloc on han enregistrat la seva musica: Pat Metheny, Joshua Redman, Wayne Shorter o Branford Marsalis. Berklee College of Music a Boston, Massachusetts: Carrington ha utilitzat aquest estudi com a base per a diversos projectes musicals, incloent-hi àlbums i enregistraments en directe.
4. Berklee College of Music a Boston, Massachusetts: Carrington ha utilitzat aquest estudi com a base per a diversos projectes tant àlbuns purament discogràfics com enregistraments en directe.

## Premis i reconeixements
| Release    | Leading artist                          | Album                                               | Label                           |
| ---------- | --------------------------------------- | --------------------------------------------------- | ------------------------------- |
| 1985       | Rufus Reid Trio                         | Seven Minds                                         | Sunnyside                       |
| 1986       | Nancy Harrow                            | You're Nearer                                       | Tono Records                    |
| 1986       | Mulgrew Miller                          | Work!                                               | Landmark                        |
| 1986       | Scott Robinson                          | Winds of Change                                     | MultiJazz                       |
| 1987       | Greg Osby                               | Greg Osby and Sound Theatre                         | JMT                             |
| 1987       | Michele Rosewoman                       | Quintessence                                        | Enja                            |
| 1988       | Niels Lan Doky                          | The Truth - Live at Montmartre                      | Storyville                      |
| 1988       | John Scofield                           | Flat Out                                            | Gramavision                     |
| 1988       | Wayne Shorter                           | Joy Ryder                                           | Columbia                        |
| 1988       | Cassandra Wilson                        | Blue Skies                                          | JMT                             |
| 1989       | Niels Lan Doky                          | Daybreak                                            | Storyville                      |
| 1989       | Robin Eubanks                           | Different Perspectives                              | JMT                             |
| 1990       | Eric Marienthal                         | Crossroads                                          | GRP                             |
| 1990       | John Patitucci                          | Sketchbook                                          | GRP                             |
| 1991       | Dianne Reeves                           | I Remember                                          | Blue Note                       |
| 1992       | David Benoit                            | Letter to Evan                                      | GRP                             |
| 1992       | Mitchel Forman                          | What Else?                                          | RCA                             |
| 1992       | Gary Thomas                             | Till We Have Faces                                  | JMT                             |
| 1992       | Gust William Tsilis                     | Heritage                                            | Ken                             |
| 1993       | John Beasley                            | Change of Heart                                     | Windham Hill                    |
| 1993       | Dianne Reeves                           | Art &amp; Survival                                  | EMI                             |
| 1993       | Nino Tempo                              | Nino                                                | Atlantic Jazz                   |
| 1993       | Gary Thomas                             | Exile's Gate                                        | JMT                             |
| 1994       | Gabrielle Goodman                       | Until We Love                                       | JMT                             |
| 1994       | Klymaxx                                 | One Day                                             | Eighteen Sixty Three EP Wrekudz |
| 1994       | Dianne Reeves                           | Quiet After the Storm                               | Blue Note                       |
| 1994       | Patrice Rushen                          | Anything but Ordinary                               | Sindrome                        |
| 1995       | Paul Bollenback                         | Original Visions                                    | Challenge                       |
| 1995, 1997 | Doky Brothers                           | Doky Brothers, Vol. 1 & 2                           | Blue Note                       |
| 1995       | James Moody                             | Moody's Birthday Celebration: Live at the Blue Note | Warner                          |
| 1995       | Wayne Shorter                           | High Life                                           | Verve                           |
| 1995       | Nino Tempo                              | Live at Cicada                                      | Atlantic                        |
| 1996       | Stan Getz                               | His Last Recording / In Concert                     | Loft                            |
| 1996       | Cæcilie Norby                           | My Corner of the Sky                                | Blue Note                       |
| 1996       | Danilo Perez                            | PanaMonk                                            | Impulse!                        |
| 1996       | Michael Wolff Trio                      | 2 AM                                                | Cabana Boy                      |
| 1996       | Rachel Z                                | Room of One's Own                                   |                                 |
| 1997       | James Moody                             | Moody Plays Mancini                                 | Warner                          |
| 1997       | Dianne Reeves                           | That Day                                            | Blue Note                       |
| 1998       | Herbie Hancock                          | Gershwin's World                                    | Verve                           |
| 1998       | Niels Lan Doky                          | Niels Lan Doky                                      | Verve Forecast                  |
| 1998       | Mulgrew Miller                          | Chapters 1 and 2                                    | 32 Jazz                         |
| 2000       | Paul Bollenback                         | Double Vision                                       | Challenge                       |
| 2000       | Greg Osby                               | The Invisible Hand                                  | Blue Note                       |
| 2000       | Diane Schuur                            | Friends for Schuur                                  | Concord Jazz                    |
| 2002       | Herbie Hancock                          | The Jazz Channel Presents Herbie Hancock (DVD)      | Image Entertainment             |
| 2002       | Herbie Hancock                          | Future 2 Future - Live (DVD)                        | Columbia                        |
| 2002       | Nguyên Lê                               | Purple – Celebrating Jimi Hendrix                   | ACT                             |
| 2003       | Wayne Shorter                           | Alegría                                             | Verve                           |
| 2003       | Cassandra Wilson                        | Glamoured                                           | Blue Note                       |
| 2004       | Diana Krall                             | The Girl in the Other Room                          | Verve                           |
| 2005       | Rita Coolidge                           | And So Is Love                                      | Paddle Wheel                    |
| 2006       | Tineke Postma                           | For the Rhythm                                      | Munich                          |
| 2006       | George Duke                             | In a Mellow Tone                                    | BPM                             |
| 2006       | Grace Kelly                             | Every Road I Walked                                 |                                 |
| 2007       | Tineke Postma                           | A Journey That Matters                              | Foreign Media Jazz              |
| 2009       | Grace Kelly                             | Mood Changes                                        |                                 |
| 2009       | Teena Marie                             | Congo Square                                        | Stax                            |
| 2009       | Tineke Postma                           | The Traveller                                       | Etcetera                        |
| 2009       | Mike Stern                              | Big Neighborhood                                    | Heads Up                        |
| 2010       | Esperanza Spalding                      | Chamber Music Society                               | Heads Up                        |
| 2010       | Nona Hendryx                            | Mutatis Mutandis                                    | Righteous Babe                  |
| 2012       | Jazz Soul Seven                         | Impressions of Curtis Mayfield                      | BFM Jazz                        |
| 2012       | Esperanza Spalding                      | Radio Music Society                                 | Heads Up                        |
| 2013       | Dianne Reeves                           | Beautiful Life                                      | Concord                         |
| 2015       | Franco Ambrosetti                       | After the Rain                                      | Enja                            |
| 2016       | Grégoire Maret                          | Wanted Sunnyside                                    | Sunnyside                       |
| 2018       | Tia Fuller                              | Diamond Cut                                         | Mack Avenue                     |
| 2018       | Lewis Porter (Trio with John Patitucci) | Beauty & Mystery                                    | Altrisuoni                      |
| 2018       | Kenny Werner                            | Church on Mars                                      | Newvelle                        |
| 2020       | Tim Ray                                 | Excursions and Adventures                           | Whaling City Sound              |
| 2022       | Wayne Shorter                           | Live at the Detroit Jazz Festival                   | Candid                          |

## Discografia[18]
| Any  | Títol                             | Discogràfica                               |
| ---- | --------------------------------- | ------------------------------------------ |
| 1989 | Real Life Story                   | Verve Forecast                             |
| 2002 | Jazz Is a Spirit                  | Act / Act Music + Vision                   |
| 2004 | Structure                         | Act Music + Vision / Act                   |
| 2005 | One Take, Vol. 2                  | Alma Records                               |
| 2009 | More to Say...Real Life Story     | E1 Distribution / E1 Entertainment / Koch  |
| 2011 | The Mosaic Project                | Concord Jazz                               |
| 2013 | Money Jungle: Provocative in Blue | Concord / Concord Jazz                     |
| 2015 | I'm a Fool To Want You            | Concord                                    |
| 2015 | So Good (Amazing)                 | Concord                                    |
| 2015 | This Too Will Pass                | Concord                                    |
| 2015 | The Mosaic Project: Love and Soul | Concord / Concord Records (Canada)         |
| 2016 | Come Sunday                       | Concord                                    |
| 2019 | Waiting Game                      | Motéma Music                               |
| 2020 | Excursions and Adventures         | Whaling City Sound                         |
| 2022 | Live at the Detroit Jazz Festival | Candid                                     |
| 2022 | New Standards, Vol.1              | Candid                                     |
| 2023 | TLC & Friends                     | Candid                                     |
| -    | Live At Müpa                      | Budapest Music Center                      |
| -    | The ACT Years                     | Act / The ACT Company / Act Music + Vision |